# Bracon psilocorsi
Bracon psilocorsi är en stekelart som först beskrevs av Henry Lorenz Viereck 1912.  Bracon psilocorsi ingår i släktet Bracon och familjen bracksteklar. Inga underarter finns listade.